# Toulouse School of Economics
Toulouse School of Economics (TSE) es una escuela de economía. Posee campus propios en Toulouse.
Es considerada una de las mejores escuelas de economía del mundo. Su director es Jean Tirole, Premio en Ciencias Económicas en memoria de Alfred Nobel 2014.

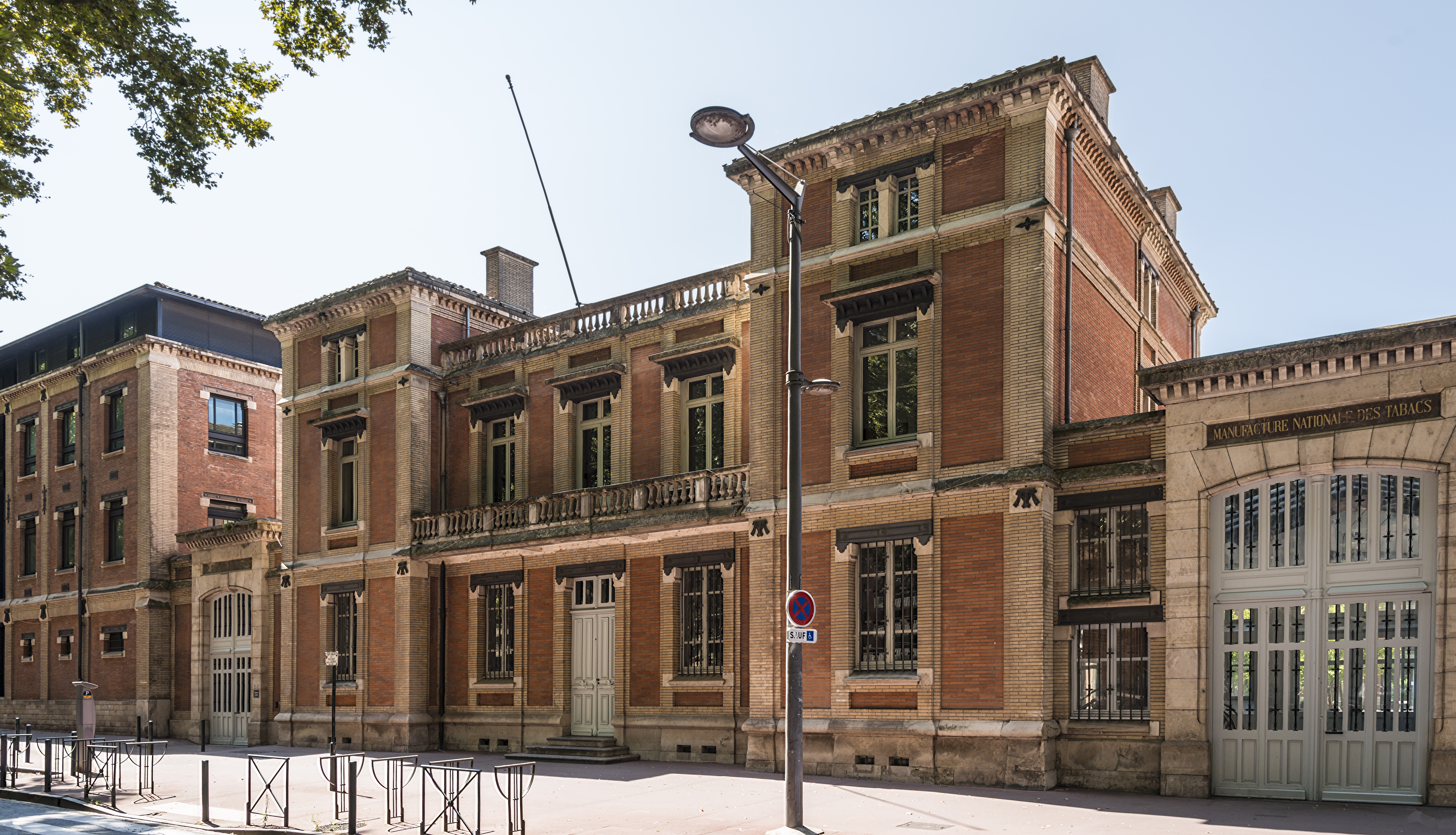
Toulouse School of Economics

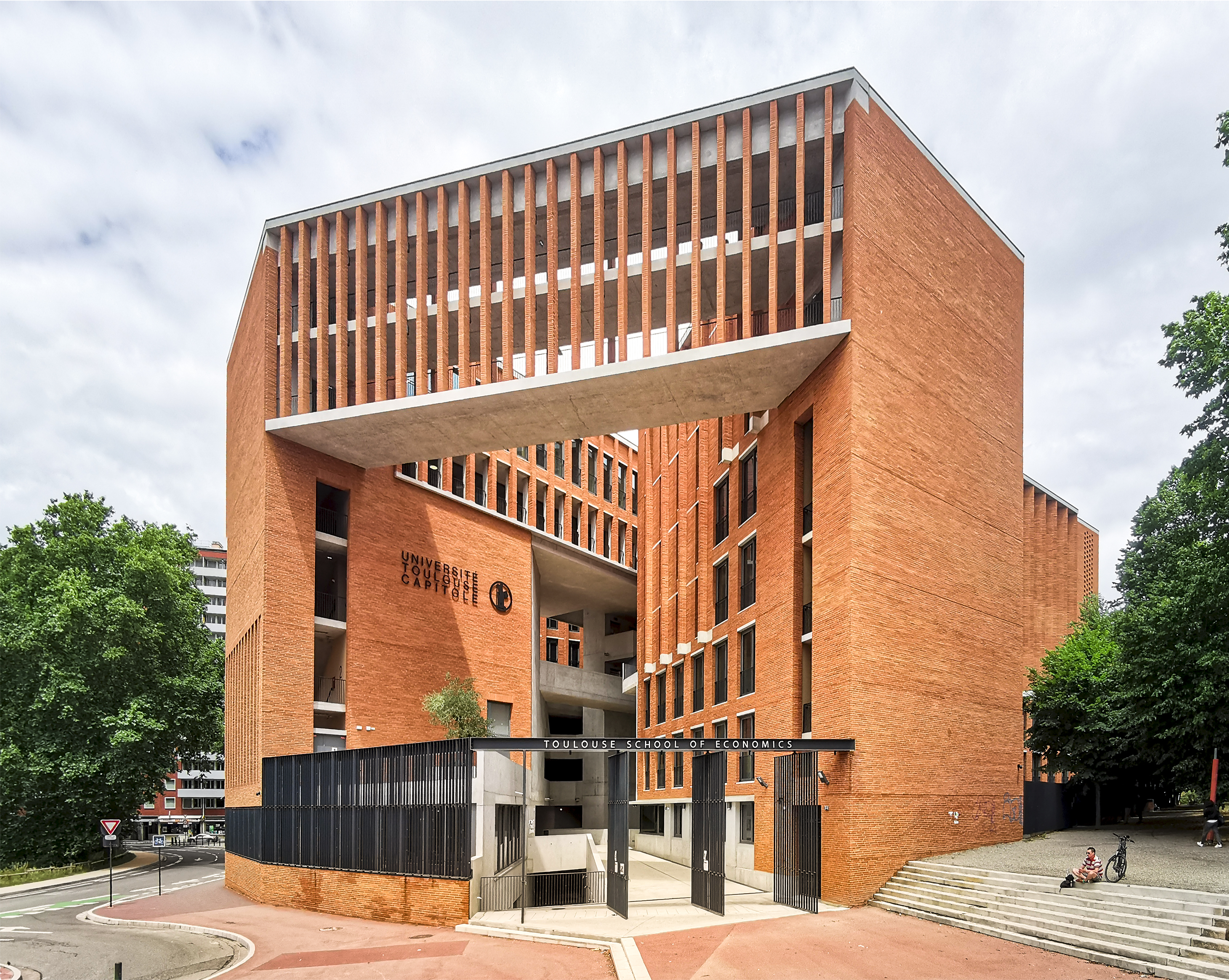
Nueva sede de la Toulouse School of Economics

Fue fundada en 2006. Ofrece grados de Bachelor, Master y PhD.

## Exalumnos notables
- Éloïc Peyrache, un economista francés